# Jongny
Jongny – miejscowość i gmina (commune) w zachodniej Szwajcarii, w kantonie Vaud, w okręgu (district) Riviera-Pays-d’Enhaut. Leży u podnórza góry Mont Pèlerin. 

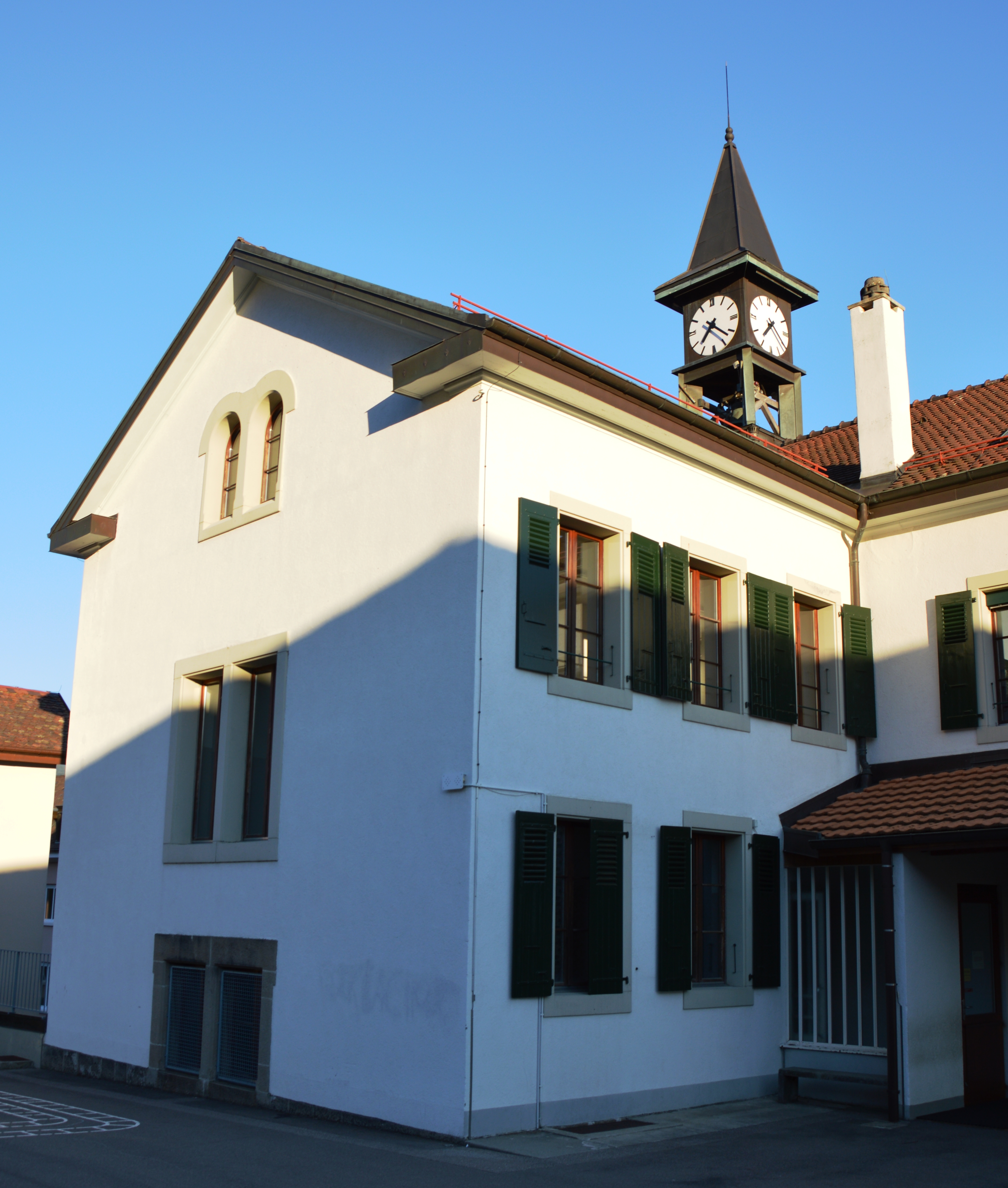
Szkoła w Jongny

## Demografia
W Jongny mieszkają 1842 osoby. W 2021 roku 27,2% populacji gminy stanowiły osoby urodzone poza Szwajcarią.

## Transport
Przez teren gminy przebiegają drogi główne nr 12 i nr 193. 